# Burgstädtel (Dresden)
Burgstädtel ist ein früheres Dorf, das heute zum Dresdner Stadtteil Omsewitz gehört und im Stadtbezirk Cotta liegt.

## Lage
Burgstädtel besteht im Wesentlichen aus dem Bereich um die Straßen Altburgstädtel, Neuburgstädtel und Mühlenblick. Es befindet sich im Westen der sächsischen Landeshauptstadt und nur 200 m östlich von Altomsewitz, dem alten Ortskern von Omsewitz, in dessen Gemarkung es auch liegt. Das Dresdner Stadtzentrum, die Innere Altstadt, ist 5 km Luftlinie in Richtung Osten entfernt. Trotz der relativen Nähe zur Innenstadt hat Burgstädtel keinen urbanen Charakter, sondern wird durch locker bebaute Siedlungen geprägt. Im Dorfkern sind noch einige alte Gehöfte erhalten geblieben.
Die Ortslage befindet sich in einer Höhe von 170 m ü. NN und damit deutlich über der Talsohle der Elbe. In diesem Bereich steigen die Hänge am westlichen Rand des Elbtalkessels langsam in Richtung Meißner Hochland und Wilsdruff an. Unmittelbar nördlich von Burgstädtel senkt sich das Gelände leicht zur flachen Wiesenmulde des Omsewitzer Grunds ab. Südlich grenzen die aus Gorbitz herübergewachsenen Plattenbauten von Neuomsewitz an. Schmale landwirtschaftlich genutzte Flächen und Gärtnereien markieren den Übergang in das nordöstlich benachbarte Leutewitz.
Zugeordnet wird Burgstädtel als Teil von Omsewitz heute dem statistischen Stadtteil Briesnitz. Es wird über die Gompitzer Straße mit Cotta und Gompitz verbunden. Diese Straße befährt auch die Buslinie 80 der Dresdner Verkehrsbetriebe, das einzige öffentliche Verkehrsmittel, das Burgstädtel direkt anfährt. In der nahen Umgebung besteht außerdem Anschluss an die Buslinie 70 sowie mehrere Straßenbahnlinien in Leutewitz und Gorbitz.

## Geschichte

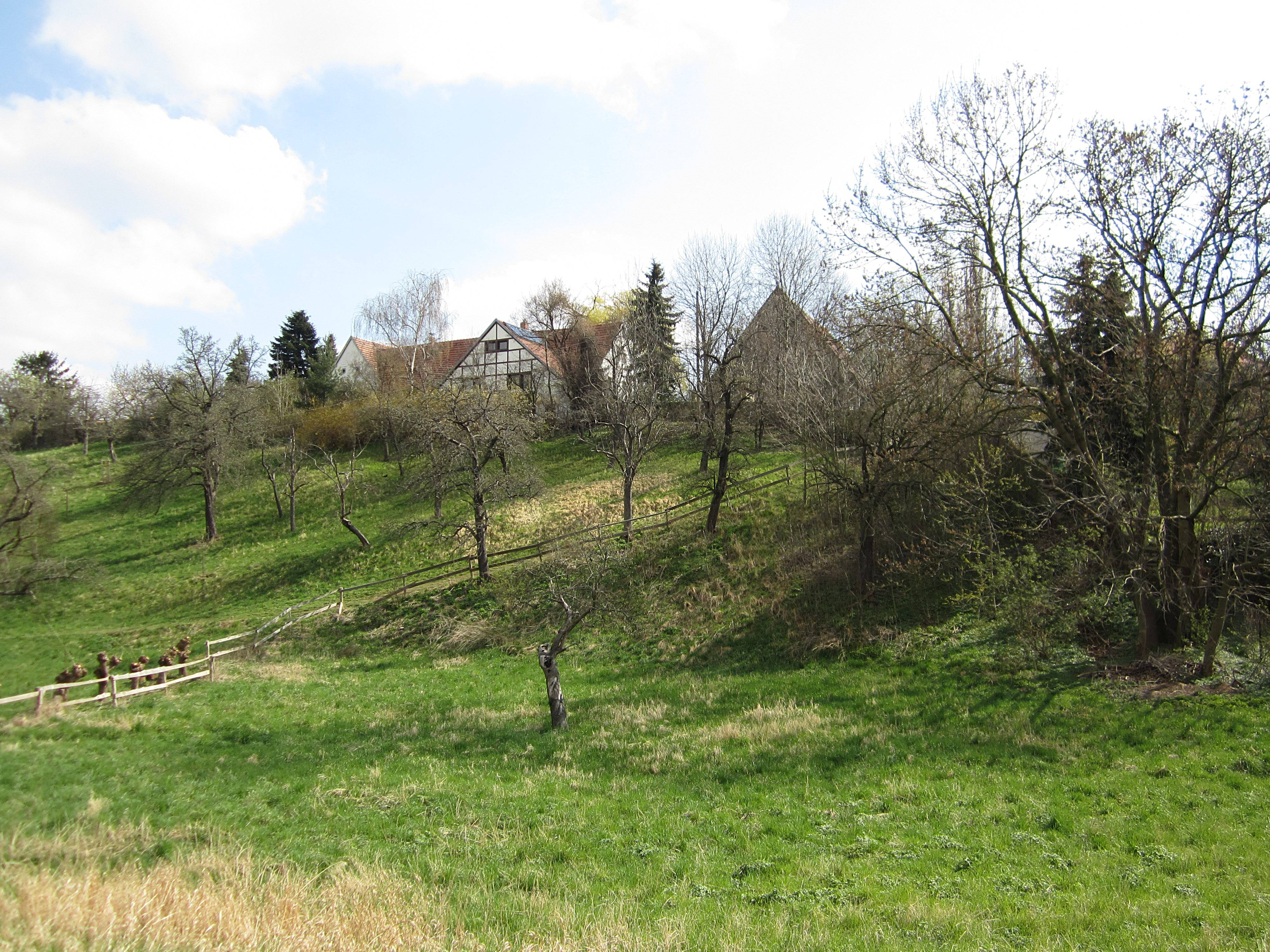
Grundstück Altburgstädtel 18, Ort der früheren Wallburg, vom Omsewitzer Grund aus gesehen

Der aus dem Deutschen stammende Ortsname lässt sich mit der nachgewiesenen Existenz einer Wallburg erklären, deren Reste sich heute im Grundstück Altburgstädtel 18 befinden. Als Burgstadtel wird der Ort jedoch erst 1511 erstmals erwähnt. Neuere Quellen bringen allerdings mit Burgstädtel auch Grodice in Verbindung, da dieser Name von *gordъ, dem slawischen Wort für Burg, abgeleitet ist. Dabei handelt es sich um einen 1071 in einer Urkunde des Bischofs Benno von Meißen als zugehörig zum Burgward Woz in Niederwartha bezeichneten Ort, der in der Forschung eigentlich für das 4 km weiter westlich gelegene Dorf Roitzsch gehalten wurde. Der Ortsname entwickelte sich im 16. Jahrhundert über Borstadt, Burgstadel und Burgstedel hin zu Burchstadel, das 1590 genannt wird. Die heutige Schreibweise taucht 1791 auf. Im Jahr 1875 trug der Ortsname Burgstädtel zur Unterscheidung von anderen sächsischen Orten gleichen Namens den Zusatz bei Dresden; auch die Form Burgstadel war gebräuchlich.
Die Entwicklung der Burg ist weitgehend unbekannt. Sie war am Rand des Omsewitzer Grunds errichtet worden und ist heute ein Bodendenkmal; der Durchmesser des von ihrem Ringwall eingeschlossenen Gebiets beträgt 50 m. Im Mittelalter wurde nahe der Burg ein Vorwerk gegründet. Die Ersterwähnung dieses Gutshofs datiert von 1317, als ihn der Archidiakon von Nisani dem Meißner Domkapitel stiftete. Die Örtlichkeit wurde damals als Omasuwicz bezeichnet, was die Ersterwähnung des späteren Nachbardorfs von Burgstädtel darstellt. Damals unterschied man noch nicht zwischen Omsewitz und dem erst im 16. Jahrhundert aufgekommenen Ortsnamen von Burgstädtel, dem eigentlichen Standort des Vorwerks; Burgstädtel ging aus dem Allodium Omsewitz hervor.
Im Laufe der Jahrhunderte blieben beide Nachbarorte eng verbunden; bereits gegen Ende des 14. Jahrhunderts ging auch Omsewitz etappenweise an das Meißner Domkapitel über. Die Omsewitzer Einwohner mussten für das Vorwerk Frondienste leisten. Im Jahr 1435 wurde die Dresdner Bürgerfamilie Kundig mit dem Vorwerk belehnt. Ab 1511 gehörte es der Familie Merbitz; erst in jenem Jahr wird sein Standort als Burgstädtel bezeichnet. Nach der Reformation wurde das Vorwerk aufgelöst.
Fortan bewirtschafteten die Bauern des sich nun entwickelnden Sackgassendorfs Burgstädtel die Blockgewannflur unabhängig von den Vorgaben des ehemaligen Vorwerks; sie betrieben vorwiegend Ackerbau. Das Dorf ist nach Briesnitz eingepfarrt und gehörte 1559 zum Amt Stolpen und danach zum Amt beziehungsweise zur Amtshauptmannschaft Dresden. Ab Ende des 19. Jahrhunderts bestand eine Schulgemeinschaft mit Leutewitz, der auch Omsewitz und Ockerwitz angehörten. Trotz der geringen Gesamtfläche seiner Flur von 52 ha im Jahr 1900 und den nur wenigen Bauerngehöften im Ort bildete Burgstädtel im 19. Jahrhundert eine eigenständige Landgemeinde. Am 1. Januar 1905 erfolgte die Eingemeindung nach Omsewitz, wodurch beide Dörfer erstmals seit Jahrhunderten wieder vereint waren; am 15. Oktober 1930 wurde Omsewitz mit Burgstädtel nach Dresden eingemeindet.

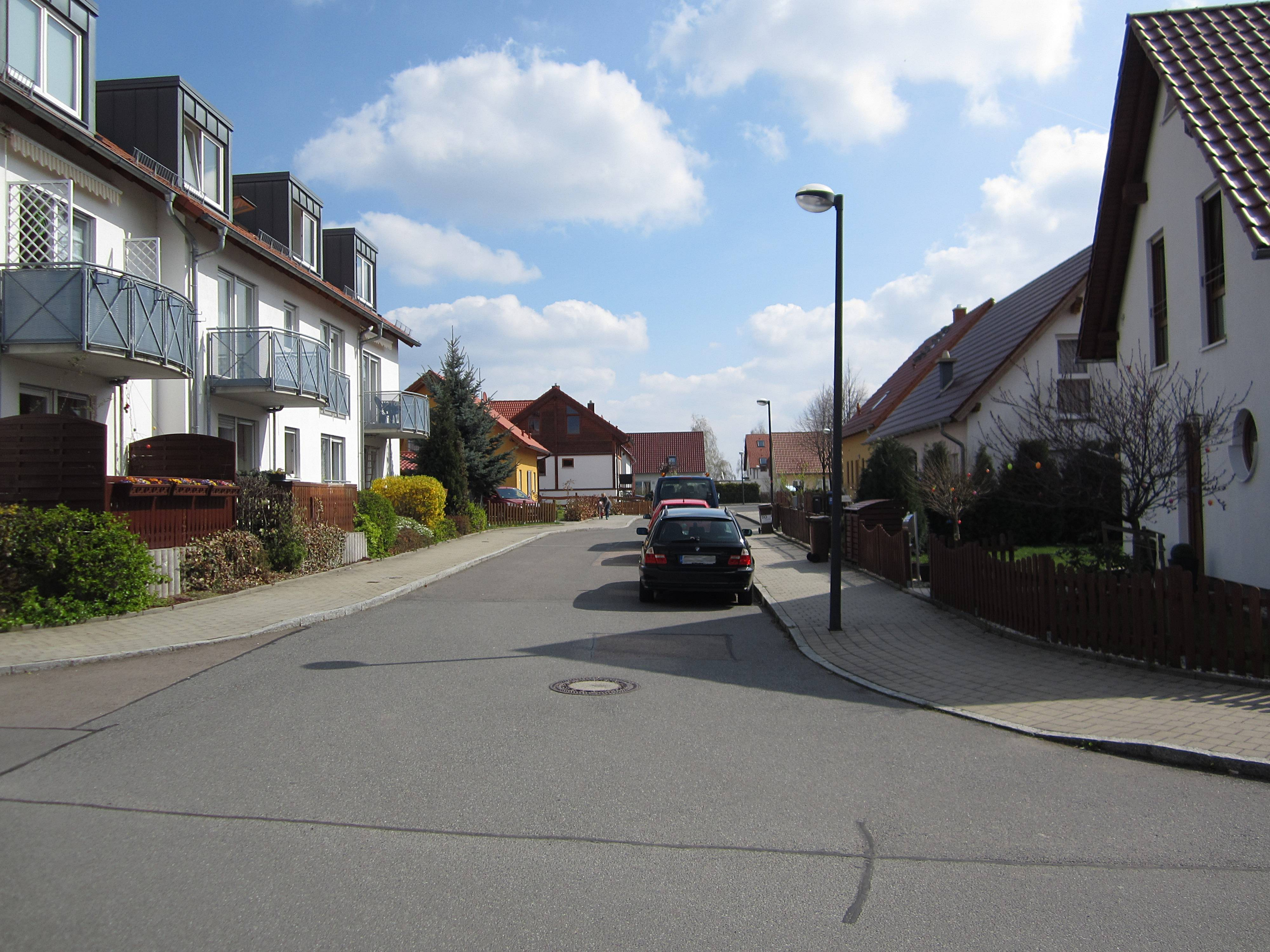
Siedlung „Neuburgstädtel“

Erst nach 1990 dehnte sich Burgstädtel ein wenig aus, als östlich des Dorfkerns in einem ehemaligen Gärtnereigelände eine Einfamilienhaussiedlung errichtet wurde. Eine der beiden Erschließungsstraßen heißt Neuburgstädtel in Anlehnung an den Namen des früheren Dorfs. Im Dorfkern Altburgstädtel befindet sich an der Fassade der Hausnummer 7 ein Sitznischenportal aus der Renaissancezeit, das ebenso wie die Hausnummer 18 in der Liste der Kulturdenkmale in Omsewitz aufgeführt ist.

### Einwohnerentwicklung
| Jahr | Einwohner        |
| ---- | ---------------- |
| 1559 | 3 besessene Mann |
| 1764 | 6 besessene Mann |
| 1834 | 56               |
| 1871 | 81               |
| 1890 | 76               |
| 1895 | 103              |
| 1910 | siehe Omsewitz   |